# Duca di Beaufort
Il titolo di Duca di Beaufort nella Parìa inglese venne creato da Carlo II d'Inghilterra nel 1682 per Henry Somerset, III marchese di Worcester, discendente di Charles Somerset, I conte di Worcester, figlio illegittimo di Henry Beaufort, III Duca di Somerset, leader del partito dei Lancaster nella Guerra delle Due Rose. Il nome Beaufort fa riferimento al castello omonimo nella regione dello Champagne, in Francia (oggi Montmorency-Beaufort). È l'unico ducato inglese il cui nome si riferisce ad una località esterna alla Gran Bretagna.

## Storia
I duchi di Beaufort derivano la loro discendenza dalla casata dei Plantageneti attraverso Edoardo III d'Inghilterra. Il castello di Beaufort fu possesso di John di Gaunt, ed il cognome di Beaufort venne concesso ai quattro figli illegittimi (poi legittimati) di John avuti dalla sua amante e terza moglie, Katherine Swynford.
Il duca di Beaufort godeva anche dei titoli sussidiari di marchese di Worcester (creato nel 1642) e conte di Worcester (1514). Il titolo di Marquess of Worcester viene ancora oggi usato come titolo di cortesia per il figlio primogenito del duca regnante. Il titolo di Conte di Glamorgan è utilizzato per il nipote primogenito. Il primo figlio del conte di Glamorgan ottiene il titolo di visconte Grosmont. Questi ultimi due titoli derivano da creazioni irregolari fatte da Carlo I in favore di Edward Somerset nel 1644, che successivamente succedette al padre come II marchese di Worcester. La contea di Glamorgan e la vice contea di Grosmont ad ogni modo non vennero riconosciuti come titoli sussidiari dal successore Carlo II a causa delle irregolari patenti di creazione ma l'uso oggi è puramente onorifico per distinguere i vari membri della famiglia ed il loro rapporto con la successione in linea diretta.
FitzRoy Somerset Raglan, nato Lord FitzRoy Somerset, era il figlio del V duca.
La famiglia aveva la propria sede storica al Raglan Castle, nel Monmouthshire, ma attualmente la residenza è a Badminton House presso Chipping Sodbury nel Gloucestershire.

## Conti di Worcester, prima creazione (1138)
Altri titoli: Conte di Meulan (in Francia)
- Waleran de Beaumont, I conte di Worchester (1104–1166) nobile normanno. La sua contea di Worcester apparentemente si estinse alla sua morte.

## Conti di Worcester, seconda creazione (1397)
- Thomas Percy, I conte di Worcester (1343–1403) fu un nobile inglese, comandante militare e governatore. Combatté nella guerra dei cent'anni per Riccardo II d'Inghilterra contro il quale successivamente si ribellò. Dopo la Battaglia di Shrewsbury, venne impiccato per tradimento ed il suo titolo venne estinto anche se la sua stirpe continuò.

## Conti di Worcester, terza creazione (1420)
Altri titoli: Barone Bergavenny (1392)
- Richard Beauchamp, I conte di Worcester (c. 1397–1422) morì senza eredi maschi e il suo titolo si estinse.

## Conti di Worcester, quarta creazione (1456/57)
Altri titoli: Barone Tiptoft (1426)
- John Tiptoft, I conte di Worcester (c. 1427–1470), favorito di Edoardo IV d'Inghilterra
- Edward Tiptoft, II conte di Worcester (c. 1469–1485), secondo e unico sopravvissuto dei figli del I conte, morto senza eredi. Alla sua morte il ducato si estinse.

## Conti di Worcester, quinta creazione (1514)
- Charles Somerset, I conte di Worcester (c. 1450–1526), figlio legittimato di Henry Beaufort, III Duca di Somerset e di John Hill

Altri titoli: Barone Herbert (1461)
- Henry Somerset, II conte di Worcester (c. 1495–1548), unico figlio legittimato del I conte
- William Somerset, III conte di Worcester (m. 1589), figlio maggiore del II conte
- Edward Somerset, IV conte di Worcester (1553–1628), unico figlio del III conte
- Henry Somerset, V conte di Worcester (1577–1646) venne creato marchese di Worcester nel 1643

## Marchesi di Worcester (1643)
Altri titolo: Conte di Worcester (1514) e Barone Herbert (1461)
- Henry Somerset, I marchese di Worcester (1577–1646), figlio maggiore del IV conte
- Edward Somerset, II marchese di Worcester (1601–1667), figlio maggiore del I marchese
- Henry Somerset, III marchese di Worcester (1629–1700) venne creato duca di Beaufort nel 1682, dopo la restaurazione monarchica
  - Henry Somerset, Lord Herbert (n. dopo il 1660), figlio maggiore del III marchese, morì nell'infanzia

## Duchi di Beaufort (1682)
Altri titoli: Marchese di Worcester (1642) e Conte di Worcester (1514)
Altri titoli (dal I al X duca): Barone Herbert (1461)
- Henry Somerset, I duca di Beaufort (1629–1700), unico figlio del II marchese
  - Charles Somerset, marchese di Worcester (1660–1698), secondo figlio del I duca, precedette la morte del padre
- Henry Somerset, II duca di Beaufort (1684–1714), unico figlio del marchese di Worcester
- Henry Scudamore, III duca di Beaufort (1707–1745), figlio maggiore del II duca, morì senza eredi
- Charles Somerset, IV duca di Beaufort (1709–1756), figlio minore del II duca

Altri titoli (dal V al X duca): Barone Botetourt (ricreazione nel 1803)
- Henry Somerset, V duca di Beaufort (1744–1803), unico figlio del IV duca
- Henry Charles Somerset, VI duca di Beaufort (1766–1835), figlio maggiore del V duca
- Henry Somerset, VII duca di Beaufort (1792–1853), figlio maggiore del VI duca
- Henry Charles FitzRoy Somerset, VIII duca di Beaufort (1824–1899), unico figlio del VII duca
- Henry Somerset, IX duca di Beaufort (1847–1924), figlio maggiore dell'VIII duca
- Henry FitzRoy Somerset, X duca di Beaufort (1900–1984), unico figlio del IX duca, morì senza eredi, a questo punto le due baronie vennero abbandonate.
- David Somerset, XI duca di Beaufort (1928-2017), pronipote di Lord Henry Somerset, secondo figlio dell'VIII duca
- Henry Somerset, XII duca di Beaufort (nato il 22 maggio 1952), figlio maggiore dell'XI duca

L'erede apparente è il figlio dell'attuale detentore, Henry Robert FitzRoy Somerset, marchese di Worcester (nato il 20 gennaio 1989).
L'erede presunto dell'erede apparente è suo zio Lord Edward Alexander Somerset (nato nel 1958).